# .localhost
A .localhost egy internetes legfelső szintű tartomány (TLD) kód, először 1999 júniusában jelentették be, a .invalid-del, a .test-tel és a .example-lel egy időben.